# Trichloris crinita
Trichloris crinita är en gräsart som först beskrevs av Mariano Lagasca y Segura, och fick sitt nu gällande namn av Parodi. Trichloris crinita ingår i släktet Trichloris och familjen gräs. Inga underarter finns listade i Catalogue of Life.

## Bildgalleri

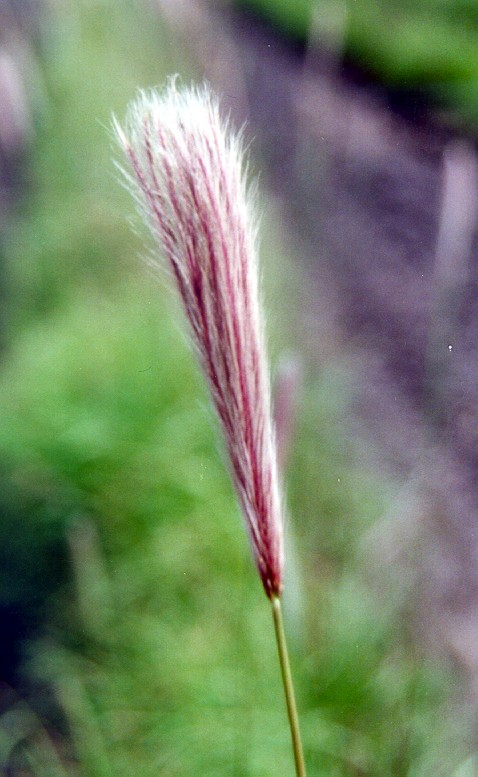
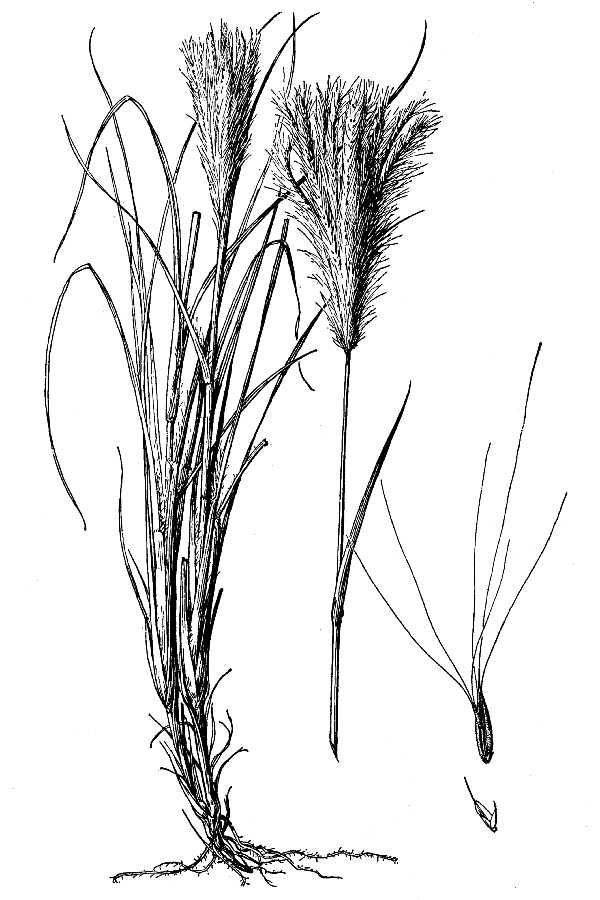
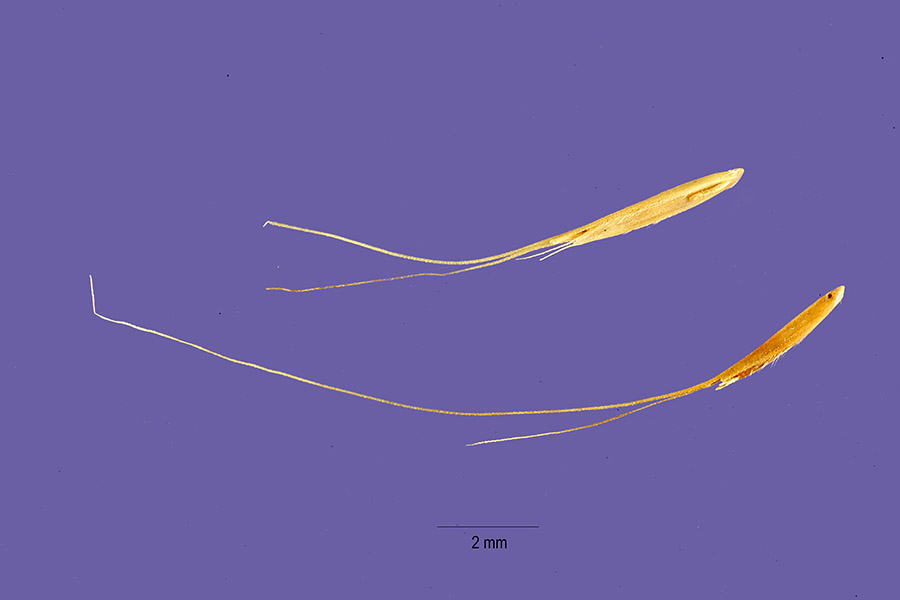